# Boomverzorging

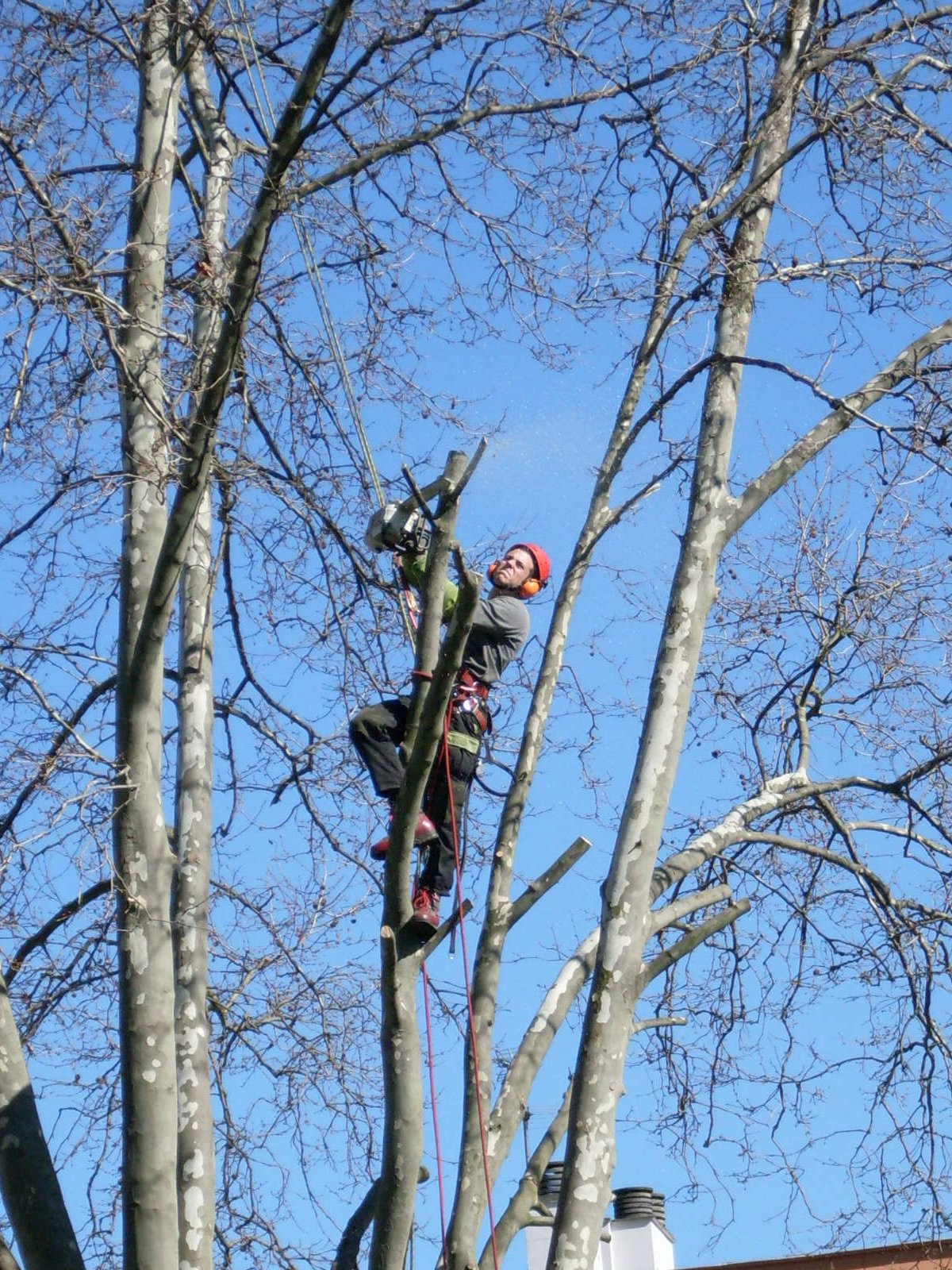
Een boomverzorger aan het werk (2010)

Onder boomverzorging verstaat men ingrepen aan een boom en zijn omgeving om ongewenste veranderingen aan een boom recht te zetten en om de vitaliteit ervan te bewaren. Boomverzorging wordt soms  boomchirurgie genoemd, een term die tot in de jaren 1980 veel gebruikt werd. Er is verschil tussen boomverzorging en boomchirurgie.

## Boomverzorging

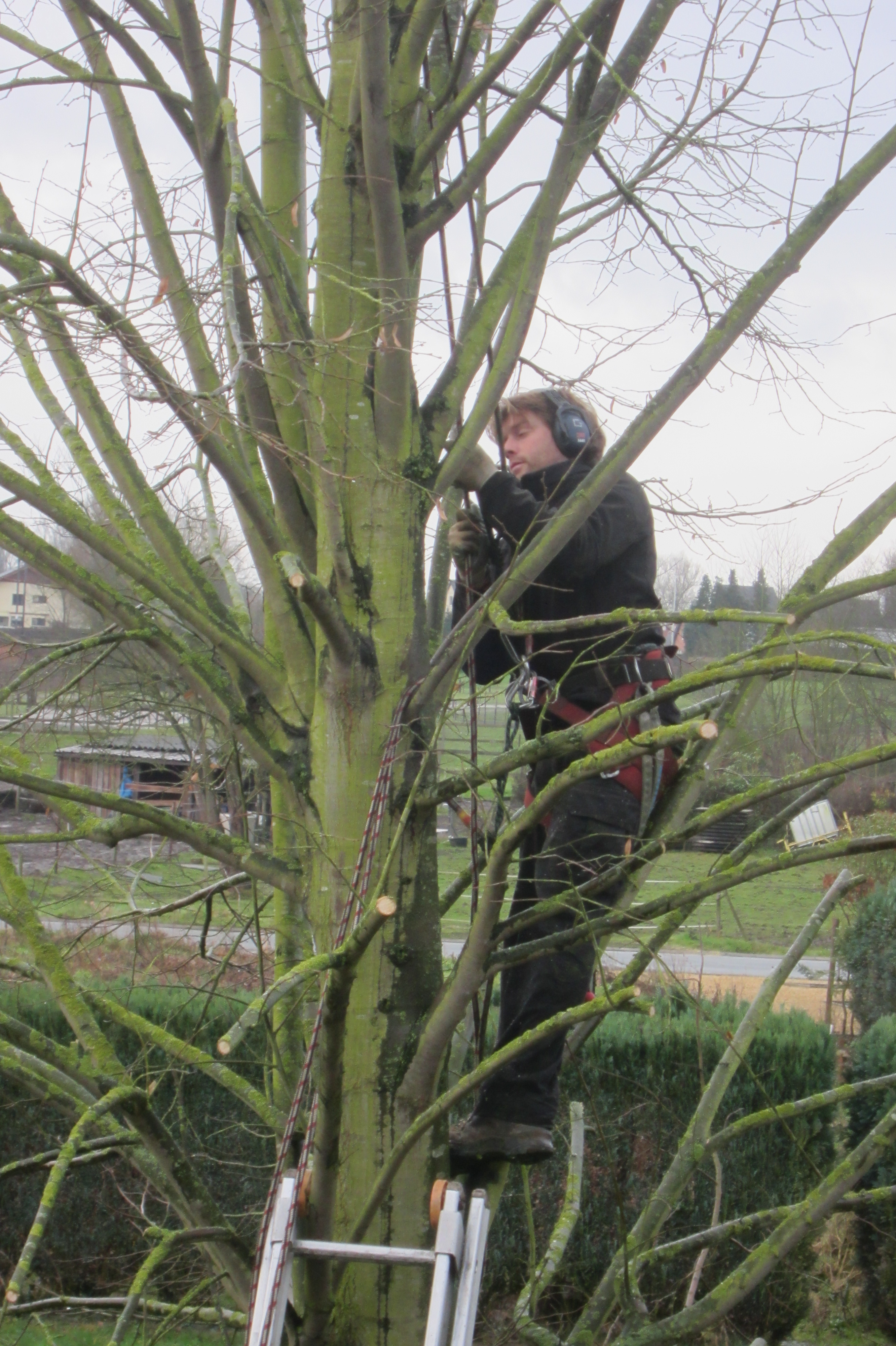
Een boomverzorger geeft een vormsnoei aan een linde (2016)

Boomverzorging gebruikt de kennis uit de wetenschap, zoals de morfologie, fysiologie en mechanica bij het verzorgen van bomen. Grondleggers van de boomverzorging zijn Claus Mattheck, Alex Shigo en Duncan Slater. Ook mycologische kennis is van belang bij boomverzorging; zoals over de betekenis van boomsoorteigen ecosystemen en de signaalwerking die ervan uit kan gaan.
Boomverzorging omvat, naast visuele inspectie en nader onderzoek van bomen, ook het aanplanten, onderhouden en het verwijderen ervan. Bij onderhoud wordt vooral aandacht besteed aan gezondheid en veiligheid. Boomverzorging onderscheidt zich van bosbouw doordat, waar een bosbouwer gebieden en ecosystemen beheert, een boomverzorger zich met individuele bomen bezighoudt. Het voornaamste werkgebied is bomen in parken, (particuliere) tuinen en langs wegen. Het gaat dikwijls om beeldbepalende en/of monumentale bomen.

## Opleiding
In Nederland bestaan er twee mogelijkheden om een opleiding tot boomverzorger te volgen: Een tweejarig bbl-traject of een modulaire ETW-opleiding waarin alleen de noodzakelijk te volgen modules worden gevolgd.
Vakkennis die in de opleiding boomverzorging wordt meegegeven omvat onder andere:
- herkennen van boomsoorten
- herkennen van ziektes en aantastingen
- kennis van de groeiwijze van hout (houtanatomie)
- bodemkunde
- klimtechnieken
- werken met de motorzaag
- veiligheid en ergonomie
- Juridische en maatschappelijke regelgeving

In 2006 is er door de Sociaal-Economische Raad van Vlaanderen een beroepsprofiel "boomverzorger" gepubliceerd waarin wordt aangehaald dat de term "boomchirurg" kenmerkend is voor iemand die praktijken uitoefent die vandaag de dag niet meer als correct worden gezien.

## Techniek
Bij het snoeien en vellen van bomen maken boomverzorgers, naast hoogwerkers, soms gebruik van touwtechnieken om in kruinen van bomen te klimmen. Er zijn specifieke afvangtechnieken om zware takken of stukken hout naar beneden te laten op een veilige en gecontroleerde manier. Een boomverzorger is opgeleid en gecertificeerd in het gebruik van de kettingzaag.
Een boomverzorger gebruikt diverse materialen:
- kettingzaag (meestal tophandle)
- handzaag
- klimmaterialen
- hoogwerker
- versnipperaar
- ladder
- wiggen
- velhaak
- lier
- vanglijn
- zaagbroek
- helm

## European Treeworker
Het internationaal erkende European Treeworker Certificaat (ETW) staat voor vakkennis met aandacht voor veiligheid, natuurbehoud en milieubescherming. Het ETW-certificaat wordt verstrekt door de 'European Arboricultural Council'. Om aan het ETW-examen te kunnen deelnemen moet aan eisen worden voldaan op het gebied van opleiding, kennis en ervaring. Om het certificaat te behouden is het een vereiste men actief blijft als boomverzorger en zich op de hoogte blijft houden van de actuele ontwikkelingen op zijn vakgebied.
Veel gemeentes en andere overheden zien het ETW-certificaat als een kwaliteitskeurmerk. Zij stellen het als voorwaarde bij het verstrekken van opdrachten.